# Péninsule de Bonavista
Pour les articles homonymes, voir Bonavista (homonymie).
| \| Péninsule de Bonavista \| Localisation sur la carte de Terre-Neuve-et-Labrador Péninsule de Bonavista. |
| Péninsule de Bonavista                                                                                    |

La péninsule de Bonavista est une des nombreuses péninsules de la côte est de Terre-Neuve au Canada. Elle fait 85 km de longueur par 15 à 40 km de largeur, dont 19 km à son point d'attache. La péninsule sépare la baie de Bonavista, au nord, de la baie Trinity au sud. Elle est reconnue comme le premier endroit où l'explorateur Jean Cabot a touché terre en Amérique en 1497. 

## Description

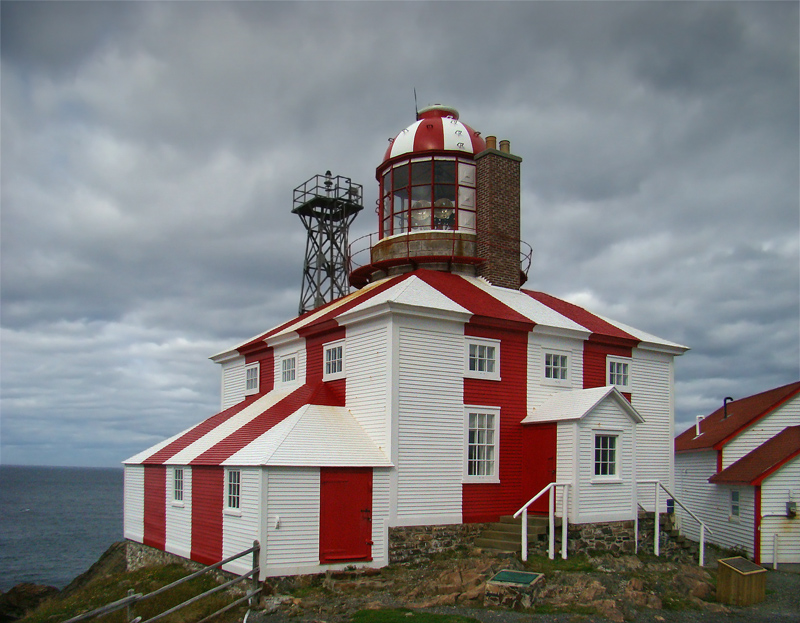
Cap Bonavista

Comme le reste de Terre-Neuve, la péninsule de Bonavista est faite de collines boisées qui se jettent abruptement dans la mer le long d'une côte très découpée. Du côté de la baie Trinity, la langue de terre commence à Clarenville et se prolonge vers l'est jusqu'au cap Bonavista. En revenant du côté nord, le voyageur passe par Bonavista, Summerville, Musgravetown et Port Blandford. La route 230 traverse la péninsule diagonalement et certaines communautés ne peuvent être atteintes que par bateau. Jusqu'en 1984, une branche du chemin de fer Canadien National desservait le secteur.
Les historiens estiment que Jean Cabot a mis pied à terre pour la première fois en Amérique à Trinity sur la baie du même nom en 1497. C'est cependant Gaspar Corte-Real qui a nommé l'endroit en 1501 alors qu'il y aurait fait escale le dimanche de la Sainte-Trinité. La région contient ainsi certains des plus anciens lieux colonisés par les Européens à Terre-Neuve, dont Trinity et Bonavista.

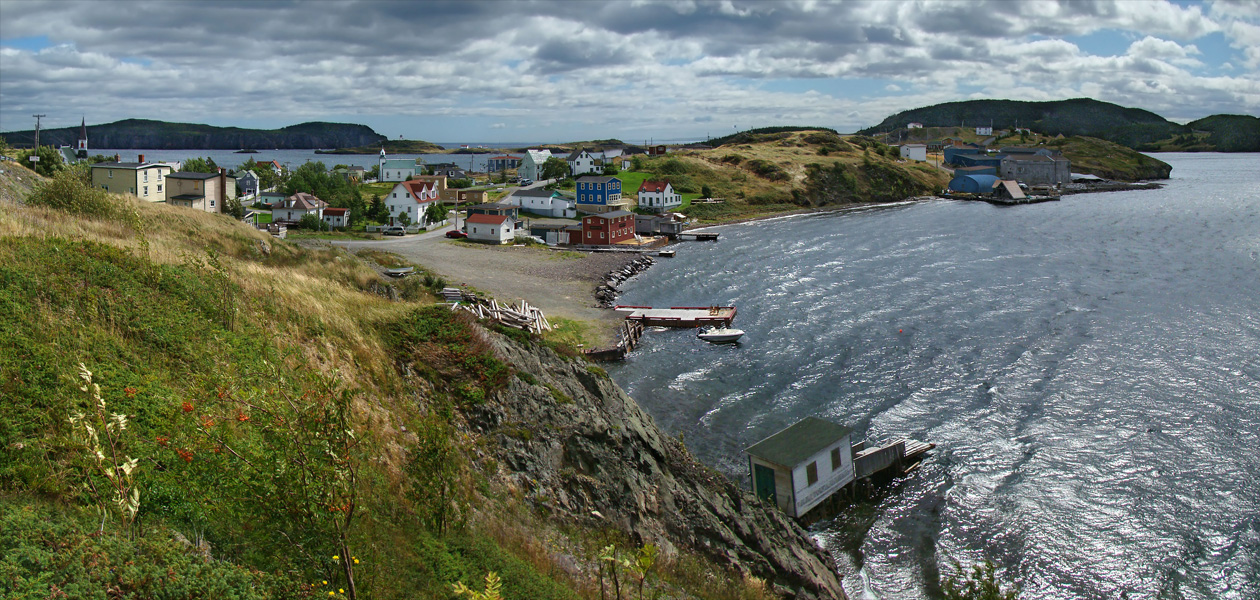
Trinity, sur la côte sud-est de la péninsule

Les villes et villages de la péninsule de Bonavista ont traditionnellement tiré leur richesse de la pêche à la morue. Depuis les années 1980, la surpêche a fait s'écrouler les stocks et la population est en déclin. Malgré des efforts du gouvernement de la province de Terre-Neuve-et-Labrador, la diversification est difficile pour cette région relativement éloignée des grands centres urbains. Le tourisme est devenu important, le sentier Discovery permettant d'apprécier le paysage très spectaculaire.

## Géologie, ressources minières
La cartographie géologique régionale récemment mise à jour, ainsi que des études stratigraphiques faites dans la partie orientale de la péninsule de Bonavista, puis la découverte de fossiles édiacariens de divers types près de Catalina ont mis en évidence l'ancienneté des couches géologiques et d'éventuelles ressources minières

### Fossiles édiacariens
En interprétant les signes de turbidité de leur contexte sédimentaire, les fossiles édiacariens trouvés à Mistaken Point et en d'autres lieux de Terre-Neuve ont d'abord été imaginés comme ceux d'organismes vivant dans l'océan profond et loin de la lumière. 
Plus récemment, des indices géochimiques évoquent plutôt une vie en eau douce, et des preuves volcanologiques et sédimentologiques indiquent un environnement de plaines côtières et vasières. 
Deux groupes distincts de ces fossiles ont été identifiés :
- une communauté Aspidella-Heimalora peu diversifiée, sur des paléosols gris sulfidiques ; Les habitats de cet assemblage écologique pourraient avoir été des marais salés intertidaux (zone estuarienne potentiellement) du Phanérozoïque[3].
- une communauté de Fractofus-Charniodiscus très diversifiée sur les paléosols rouges (ferrugineux), qui aurait pu vivre au Phanérozoïque dans les eaux d'une zone littorale boisées[3].

L'analyse chimique de ces paléosols montre que les communautés édiacariennes de Terre-Neuve vivaient dans des paléoclimats tempérés humides et froids, alors que celles qui ont été découvertes dans le sud de l'Australie ont été associées à des paléoclimats arides et chauds.

## Annexe